# Вижикі (Підляське воєводство)
Вижикі (пол. Wyrzyki) — село в Польщі, у гміні Пйонтниця Ломжинського повіту Підляського воєводства.
Населення — 97 осіб (2011).
У 1975-1998 роках село належало до Ломжинського воєводства.

## Демографія
Демографічна структура станом на 31 березня 2011 року:
|          | Загалом | Допрацездатний вік | Працездатний вік | Постпрацездатний вік |
| -------- | ------- | ------------------ | ---------------- | -------------------- |
| Чоловіки | 48      | 13                 | 28               | 7                    |
| Жінки    | 49      | 8                  | 29               | 12                   |
| Разом    | 97      | 21                 | 57               | 19                   |